# Provinciale weg 34
Der Provinciale weg 34 (kurz: N34) ist eine niederländische Landstraße in den Provinzen Drenthe und Overijssel, die vom Knooppunt De Punt (A28) bis nach Ommen verläuft. Die Straße ist ein ehemaliger Rijksweg und ist größtenteils als Autoweg (Kraftfahrstraße) mit 1 × 2 Fahrstreifen ausgebaut, zwischen der A37 und Emmen-Süd jedoch mit 2 × 2 Fahrstreifen.

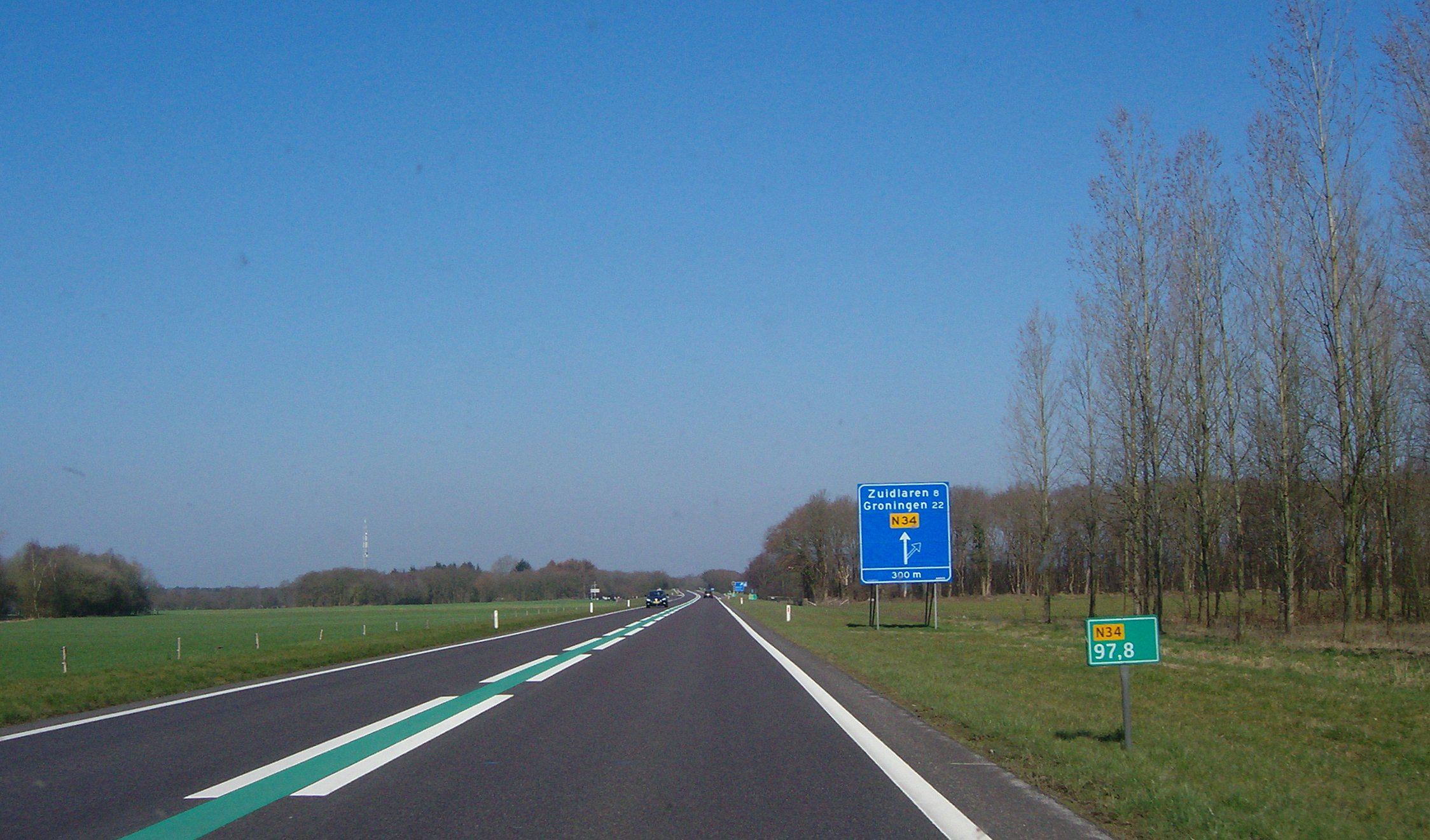
Die N34 bei Annen

 Bis 2007 war die N34 noch ein Rijksweg, bis sie dann in den Zuständigkeitsbereich der Provinzen überging und seitdem als Provinciale Weg eingegliedert ist. Im Rijksweg-Plan wird die Strecke derzeit noch als Ersatzstrecke Rijksweg 834 geführt. Die Provinzen erhielten für diesen Vorgang 82,5 Millionen € (Drenthe) und 17,7 Millionen € (Overijssel).
Die N340 ist ein früherer Teil der N34 der die Verbindung von Ommen weiter nach Zwolle bildet. Ab dem 1. Januar 1993 wurde dieser Teil von der Provinz Overijssel verwaltet und umbenannt. Am Witte Paal (zwischen Ommen und Hardenberg) kreuzt die N36. Beim Knooppunt Holsloot kreuzt die A37 den Verlauf der N34 und bei Gieten die N33 an einem Kreisverkehr.
Die N34 war die Nationalstraße mit den meisten tödlichen Unfällen in den Niederlanden, weswegen die Straße auch als Dodenweg (dt. Todesstraße) genannt wird. 2007 und 2008 hat die Provinz Drenthe deswegen viele ebenerdige Kreuzungen zu Anschlussstellen umgebaut.